# Wandelroute E9
De Europese wandelroute E9 loopt van Sagres in het zuiden van Portugal langs de kust naar het noorden tot Hamburg, buigt dan naar het oosten door Sleeswijk-Holstein naar Lübeck en volgt de kust van de Oostzee tot aan de Baltische staten. De lengte van de route is onbekend; het gedeelte van Bretagne tot de Poolse grens met Kaliningrad, dat reeds geruime tijd in gebruik is, meet ca 4880 km, waarvan ruim 700 km in Nederland. Een variant langs de Engelse zuidkust voegt daar nog enkele honderden kilometers aan toe. Hetzelfde geldt voor een variant in Mecklenburg-Voor-Pommeren. De rest van de wandelroute is onvoltooid en onderbroken. In Portugal, Spanje en Frankrijk zijn delen van de route recent gereedgekomen of naderen hun voltooiing. In Polen en Kaliningrad is de route onbepaald. Tussen de grens van Kaliningrad met Litouwen en Tallinn is de route bewegwijzerd (blauw-wit) als Baltic Coastal Hiking.
Europese wandelroutes worden uitgezet en beheerd door de Europese Wandelvereniging, waarin de Nederlandse wandelorganisaties door de Stichting Wandelnet (voorheen Wandelplatform-LAW) zijn vertegenwoordigd.
De E9 is een themaroute met als onderwerp de verscheidenheid aan kustvormen in Europa. Zandige kusten met duinen en laag, heuvelig achterland overheersen in Portugal. In Noord-Spanje rijzen hoge bergen steil op uit de Atlantische Oceaan. In Zuidwest-Frankrijk loopt de E9 opnieuw door een uitgestrekt duingebied langs zandstranden, maar op het schiereiland Bretagne bepalen heuvels, rotsige kliffen en intieme baaien het beeld. In Normandië en langs de Engelse zuidkust vindt men witte krijtrotsen, die tegen de Belgische grens plaatsmaken voor een smalle reep duinen met opnieuw zandstrand. De Belgische kust en delen van de Nederlandse kust zijn sterk bebouwd en gecommercialiseerd, maar hier en daar vindt men beschermde natuurgebieden, die tevens een belangrijke functie in de bescherming van het land tegen het opdringende zeewater hebben. De noordkust van Nederland en West-Duitsland bestaat daarom uit dijken en aangrenzend polderland langs de Waddenzee, een in haar geheel beschermde brakke lagune. Bij Hamburg gaat de E9 diep landinwaarts om de trechtermonding van de Elbe te kruisen, maar vanaf Lübeck vormen lage duinen en een langgerekt zandstrand weer de hoofdmoot. De variant door Mecklenburg-Voor-Pommeren loopt niet langs de kust en hoort dus eigenlijk niet in de route thuis. Fjorden, zoals men die in Noorwegen en Schotland aantreft, ontbreken geheel, evenals - en dat is verrassend - voor de kust. Fjorden zijn wel ruim voorhanden langs het Noordzeepad, dat in Nederland met de E9 samenloopt.

## De E9 in Portugal

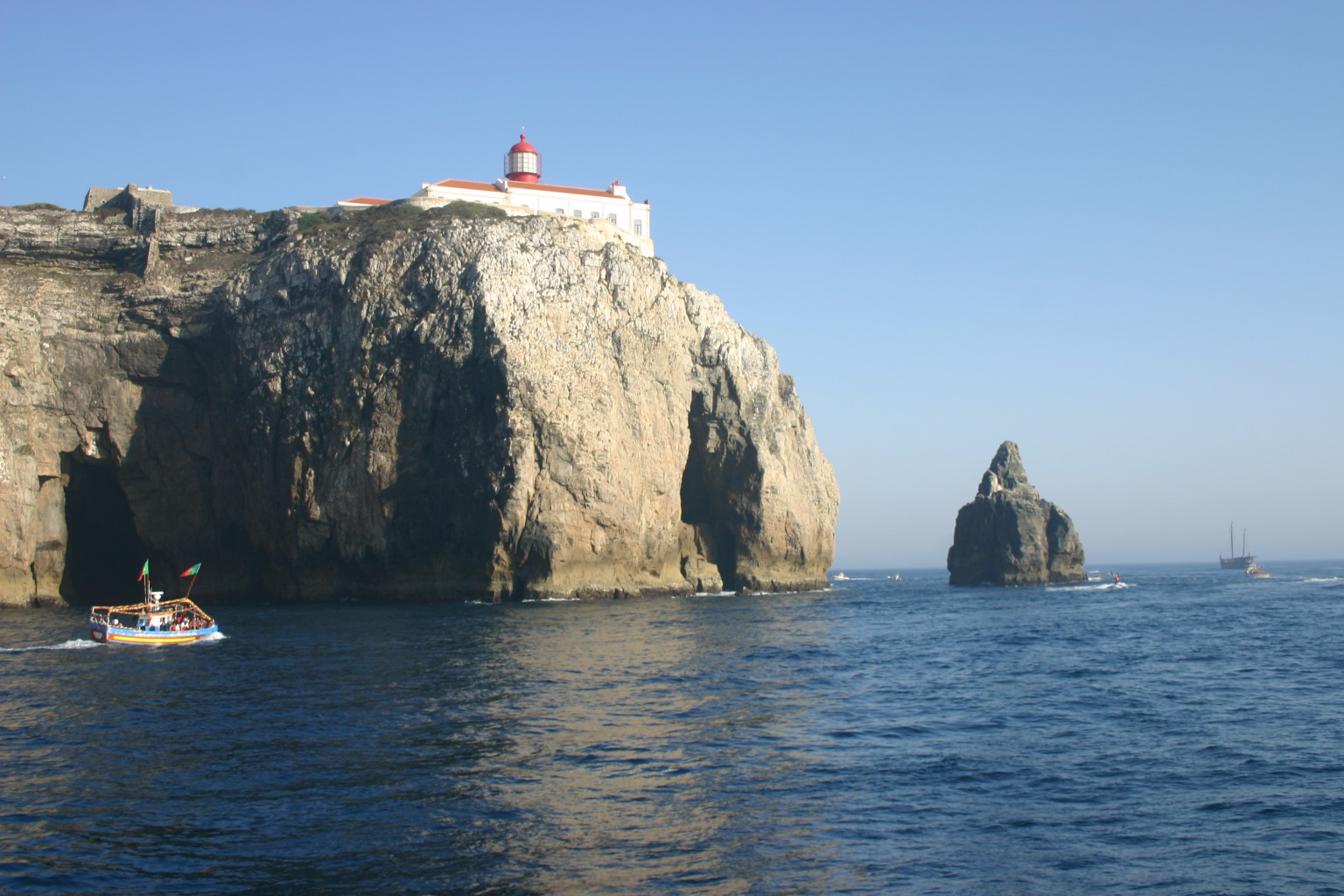
Kaap Sint-Vincent

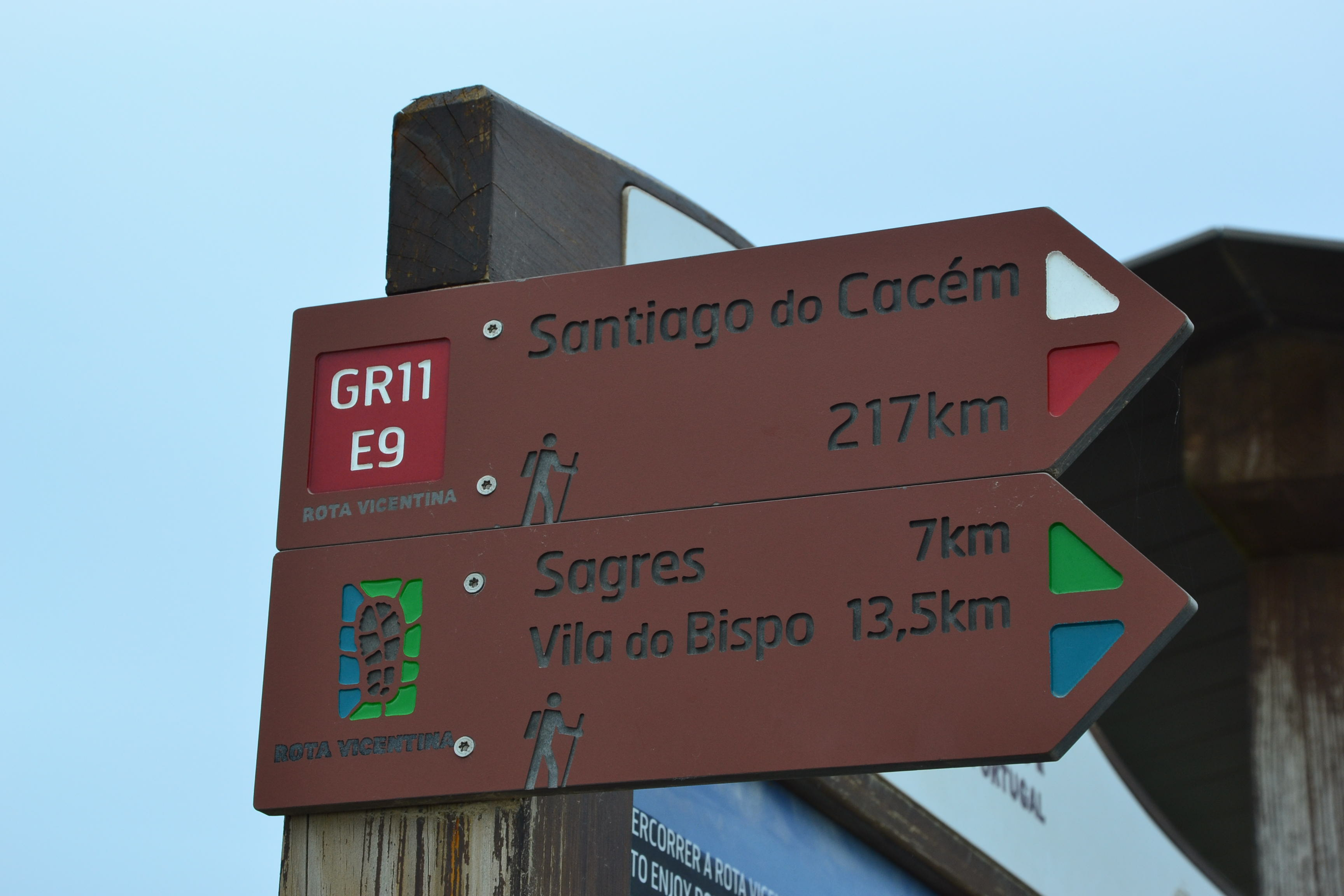
De eerste wegwijzer, bij Kaap Sint-Vincent

De E9 begint op Cabo de São Vicente (Kaap Sint-Vincent), de uiterste zuidwestpunt van het Europese vasteland in Portugal's favoriete vakantieregio Algarve. Met 37° 1' 30" Noorderbreedte is dit tevens het zuidelijkste punt van de Europese kustroute die overwegend naar het Noorden loopt. De kaap moet ook een van de beginpunten van de E4 worden, die nu nog in Gibraltar begint.
De E9 loopt parallel aan de Atlantische kust door heel Portugal en staat in het land ook bekend als de Caminho do Atlântico. Van het gedeelte ten Zuiden van Lissabon zijn slechts enkele kleine trajecten gemarkeerd en kaarten zijn ook niet steeds te vinden. Een doorgaande route, zij het mager gemarkeerd, begint in de agglomeratie van Lissabon, waar de E7 de E9 kruist. In het Noorden van het land zijn volgens de Portugese bergwandelclub Federação Portuguesa de Montanhismo e Escalada FPME 50 km gemarkeerd van Courel naar Balugães. Volgens Traildino zou evenwel het gehele tracé ten noorden van Lissabon, dat via Porto loopt, gereed zijn. Beide bronnen zijn het erover eens dat de GR 11 dezelfde route volgt als de veel oudere Jacobsweg naar Santiago de Compostella, de Caminho de Santiago of (in het Galicisch) Caminho Portugués. Dit tracé loopt vanaf de stad Porto via Tui op de grens met Spanje naar Santiago de Compostella.

## De E9 in Spanje (982km)

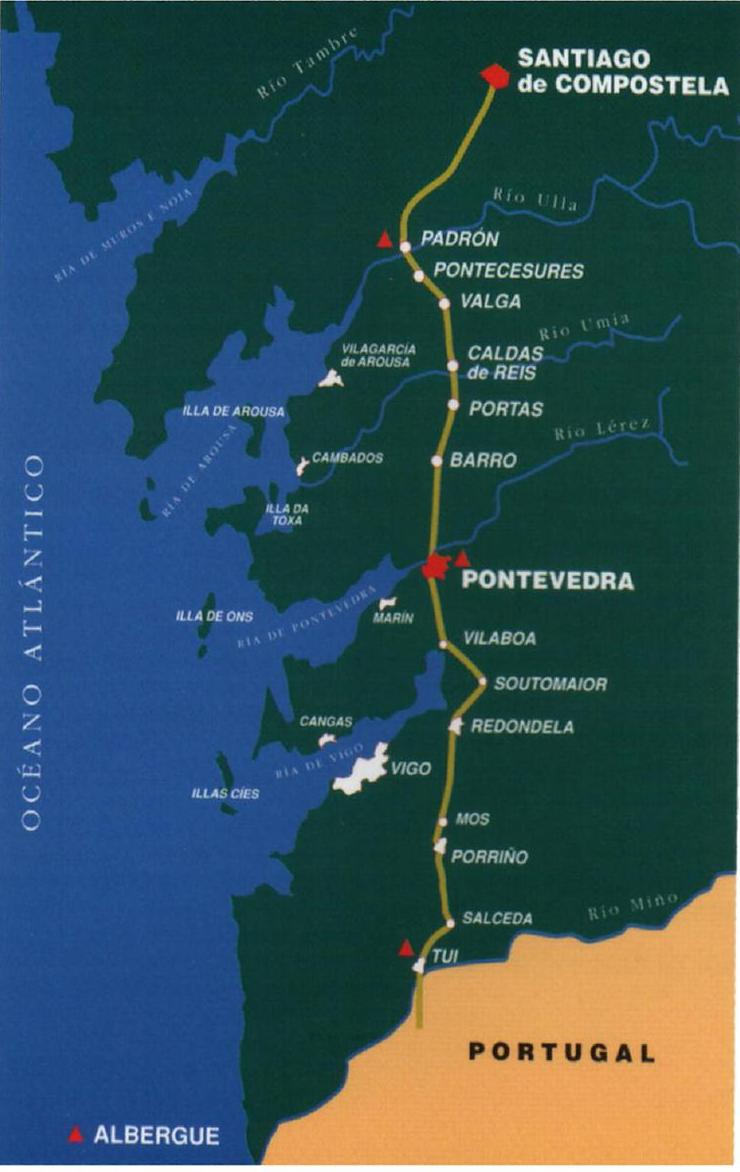
Kaart van de Camino Portugués

Over het Spaanse deel van de E9 bestaan misverstanden. Het belangrijkste is dat de E9 hier nog ontworpen zou moeten worden, nog niet beschreven zou zijn en nog niet gemarkeerd zou zijn. De werkelijkheid is omgekeerd: het Spaanse tracé is al meer dan een eeuw in gebruik en er zijn talloze publicaties aan gewijd. Men moet alleen wel weten dat de E9 in Spanje samenvalt met een tweetal Jacobswegen. Dat brengt overigens wel met zich mee dat de routes alleen naar Santiago toe zijn gemarkeerd.
Vanaf de grensplaats Tui of Tuy loopt de E9 op Spaans grondgebied verder als Camin(h)o Portugués (hier in Galicië zijn zowel het Galicisch als het Castiliaans in zwang). Via Porriño, Mos, Redondela, Pontevedra, Caldas de Reis, Valga, Pontecesures en Padrón bereikt hij de pelgrimsstad Santiago de Compostella. De afstand van Tui tot Santiago is 107 km.

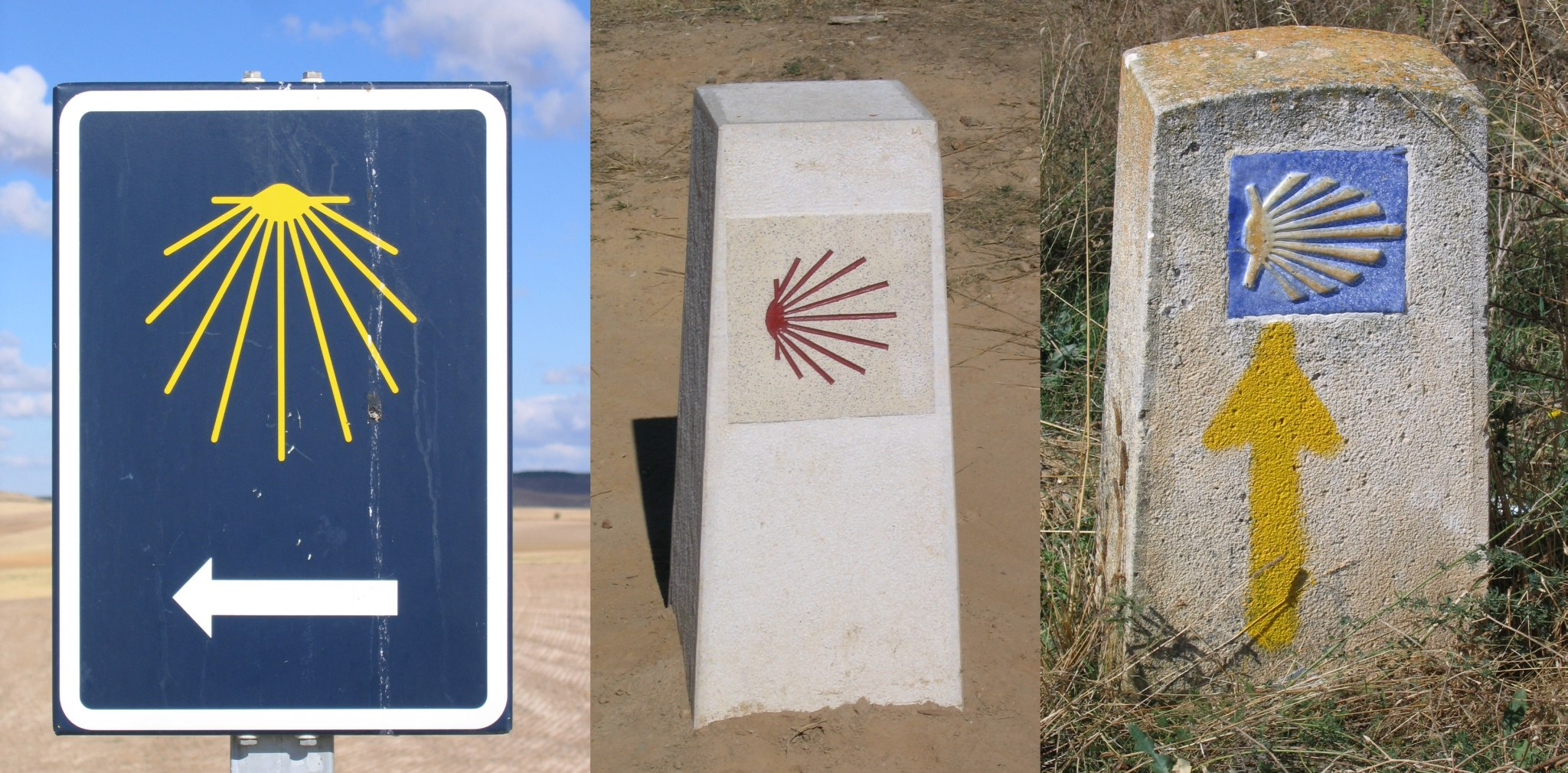
Wegmarkeringen van de Jakobsweg in Spanje

De E9 verlaat Santiago de Compostella over een Jacobsweg die bekendstaat als de (Spaanse) kustroute. Ze loopt via Arzúa en Bilbao naar Irún en gaat hier de Franse grens over naar Hendaye. Deze 875 km lange kustroute is in het Duits beschreven in Wikipedia, maar veel uitvoeriger in een e-book van Conrad Stein Verlag.

## De E9 in Frankrijk

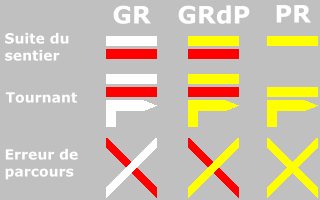
Zo worden wandelroutes in Frankrijk gemarkeerd

In Frankrijk is de E9, evenals alle lange-afstandswandelroutes, gemarkeerd met wit-rode strepen, soms aangevuld met het nummer van de route. Informatie over de GR-paden is te vinden in twee bronnen, namelijk de gidsen (topoguides) van de verantwoordelijke organisatie FFRP, en de website van de onafhankelijke organisatie GR-Infos. De gidsen, die niet voor alle routes worden uitgegeven, bieden een gedetailleerde beschrijving van een route of traject, inclusief basisvoorzieningen zoals logies, restaurants en supermarkten. Op de website van GR-Infos worden de meeste routes geprojecteerd op de wereldkaart van Google Earth met aanvullende informatie over (meest goedkope) slaapgelegenheden.
De Wandelroute E9 komt de Spaans-Franse grens over in de stad en badplaats Hendaye in de Pyrénées-Atlantiques. Hier begint de Pyreneeënwandelroute GR 10. De E9 volgt deze over ongeveer 30 km tot in het dorp Sare. Hier pakt de E9 de GR 8 op in de richting van het dorp Urt, dat na circa 50 km bereikt wordt. De E9 volgt de GR 8 verder naar het Noorden, steeds langs of kort achter de zandstranden en duinen van Les Landes, tot Hontin-Plage in het departement Gironde. Dan volgen enkele kilometers tot bij de Gironde, de monding van de Garonne, die met een veerpont wordt overgestoken naar het stadje Royan in het departement Charente-Maritime.
Royan is door een 78 km lang gedeelte van de GR 4 verbonden met de stad Rochefort in hetzelfde departement; de route heet hier Le Littoral (de kustroute), maar de GR 4 steekt Frankrijk dwars over en eindigt in de Alpen. Tussen Rochefort en de schilderachtige stad La Rochelle is de E9 niet gedefinieerd en er loopt geen GR; wel lenen enkele plaatselijke paden (PR-paden) zich voor opname in de E9. Ook in de Vendée is het tracé van de E9 nog niet vastgesteld. In de badplaats Saint-Jean-de-Monts in het uiterste Noordwesten van de Vendée begint een traject van de GR 8 dat al gemarkeerd en op kaarten ingetekend is en leidt naar Saint-Brévin-les-Pins, een badplaats in het departement Loire-Atlantique.
Vanaf het stadje Le Tour-du-Parc, net over de grens van Loire-Atlantique met Morbihan, staat het verdere verloop van de E9 vast: dat is de GR 34 die over een afstand van 1700 km de Bretonse kust volgt en eindigt bij Le Mont-Saint-Michel. Iets voorbij het meest westelijke punt van Bretagne passeert de route de havenstad Roscoff; hier biedt een veerverbinding met Plymouth in Engeland de mogelijkheid om de Engelse variant van de E9 (zie hieronder) te kiezen.
Vanaf Le Mont St-Michel gaat het via lokale wandelpaden (op sommige kaarten zichtbaar als GR22-GR223) naar Avranches alwaar de GR 223 voor een afstand van 417 km de route is via Cherbourg richting Le Havre. Daar wordt via de GR2 de Seine overgestoken. Vanaf Le Havre is de E9 gedurende 161 km uitgestippeld over de GR21 tot aan Le Tréport.
Het stuk tussen Le Tréport en Pas d'Authie ontbreekt nog.
Vanaf Pas d'Authie is het 154 km via de GR120 naar Duinkerke. De laatste plaats voor de Belgische grens is Bray-Dunes.

### In Frankrijk (van zuid naar noord)

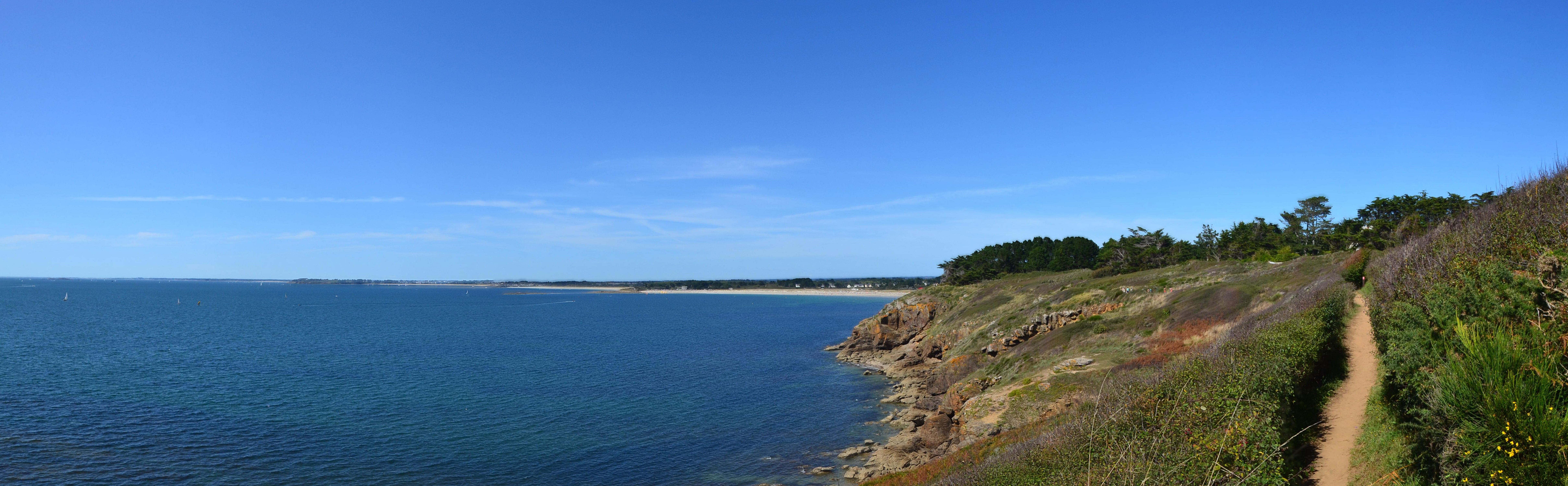
Ten noorden van Saint-Gildas-de-Rhuys
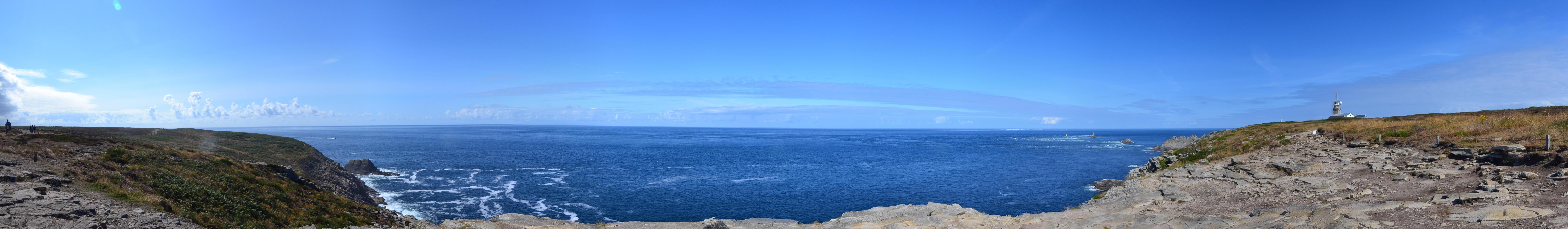
Ten zuiden van de semafoor van Pointe du Raz
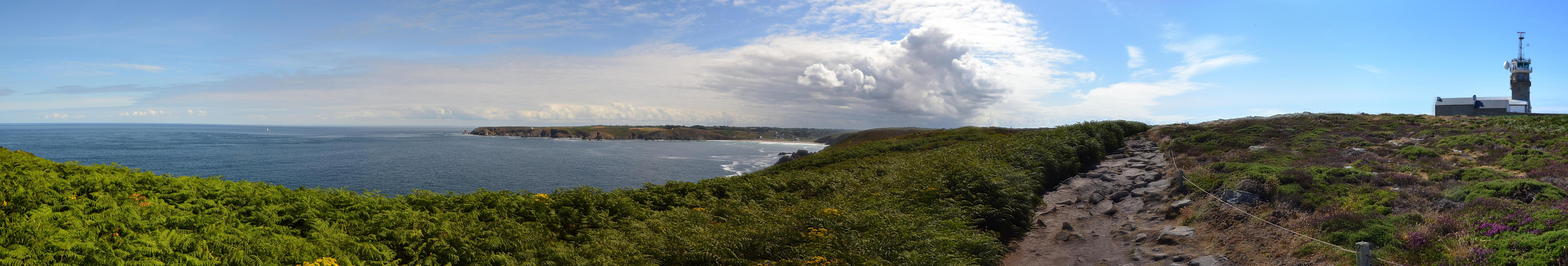
Ten westen van de semafoor van Pointe du Raz
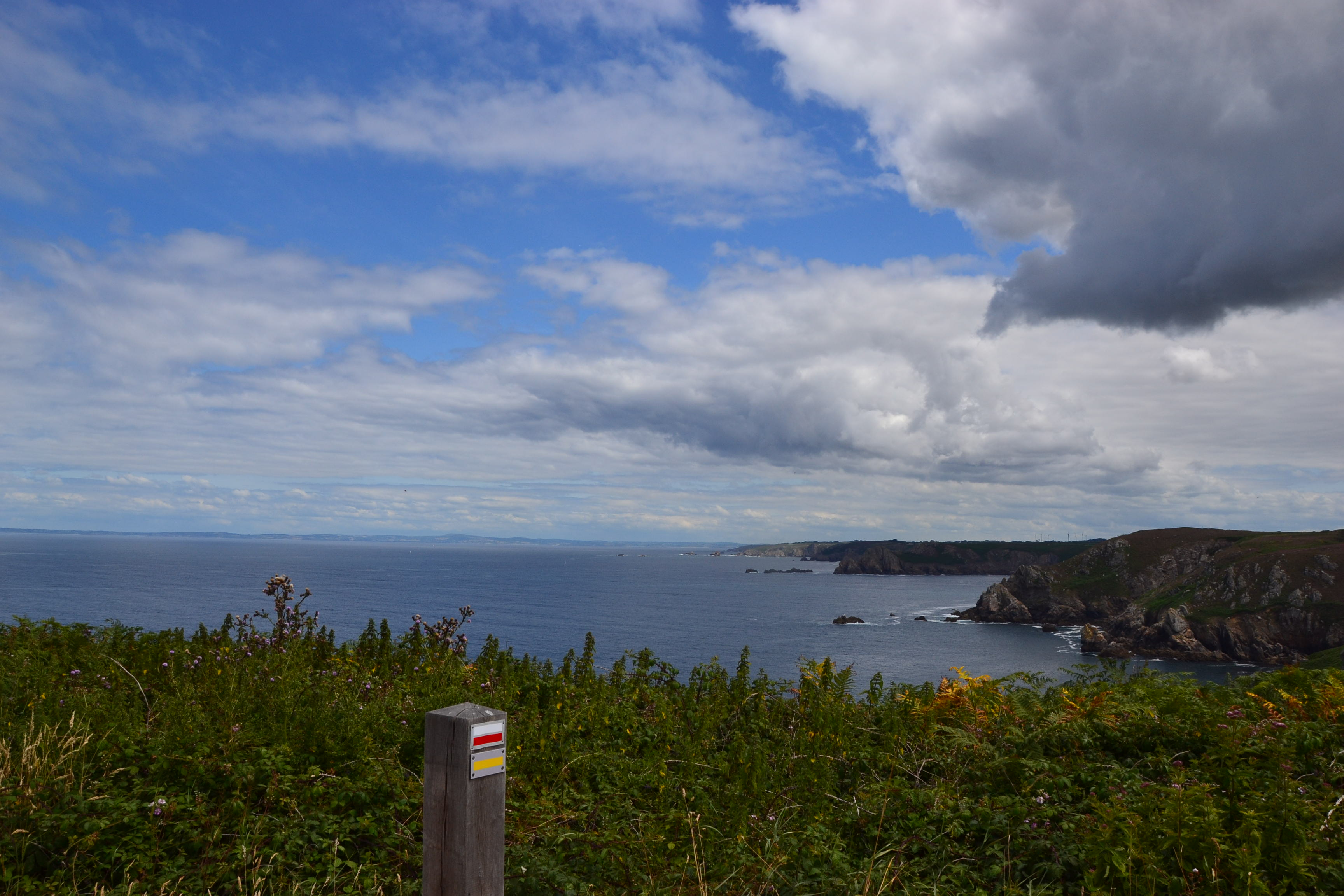
Bij Pointe de Brézellec
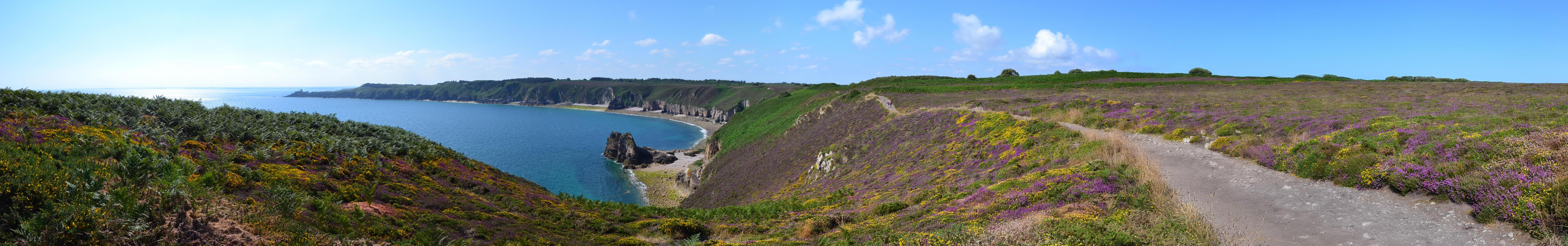
Even ten oosten van Cap Fréhel
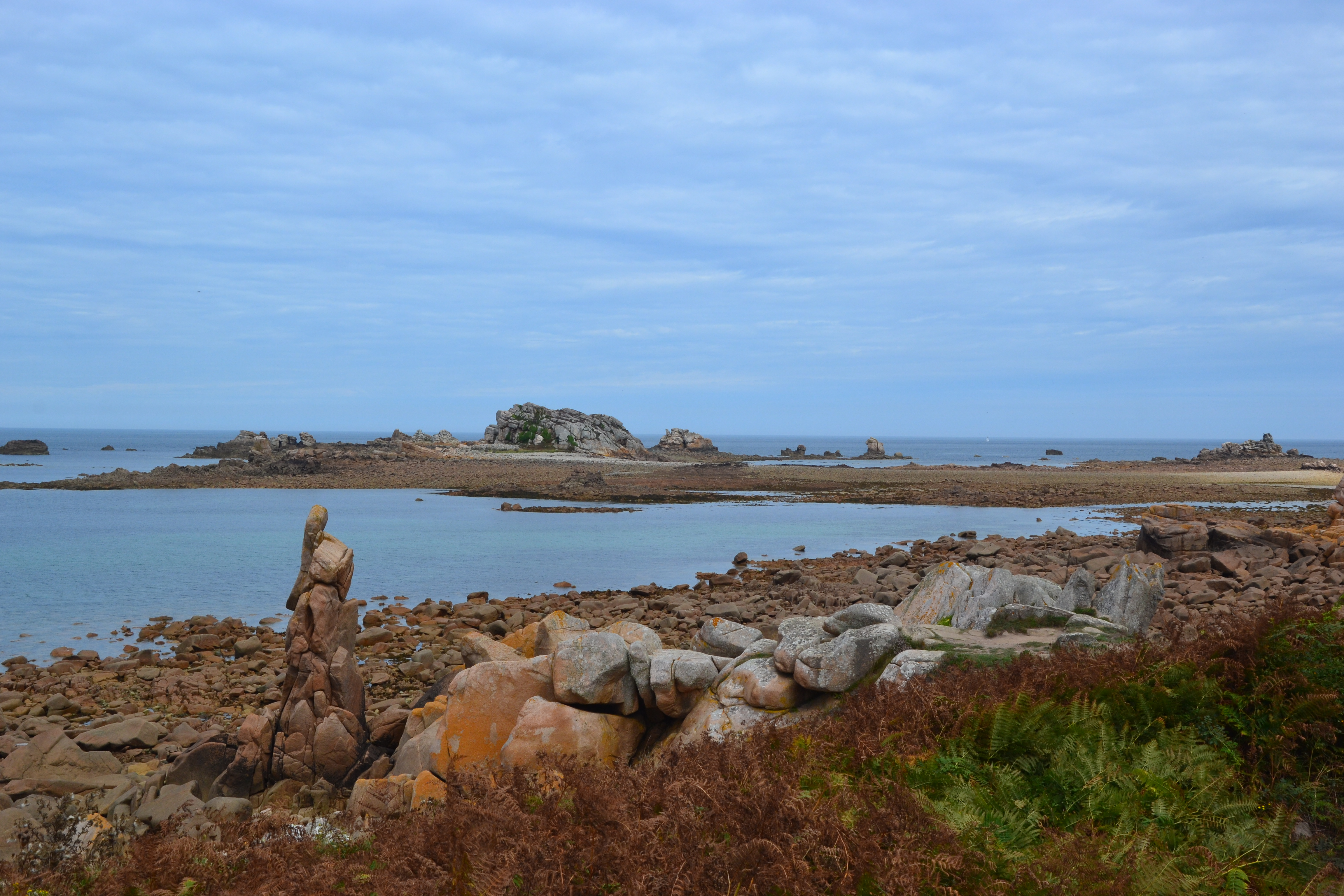
Even ten noorden van Plougrescant
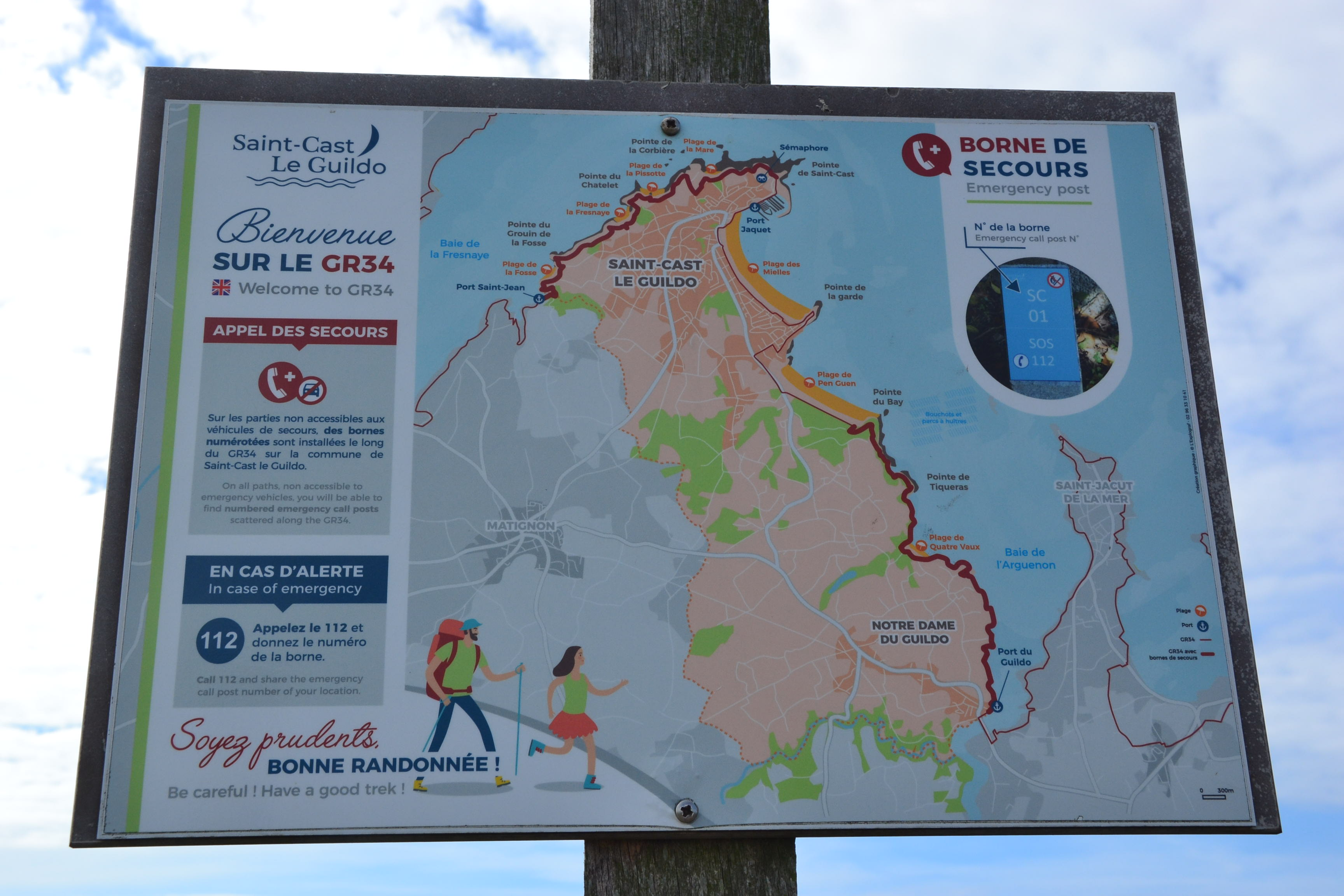
Locatie van noodtelefoons bij Saint-Cast-le-Guildo
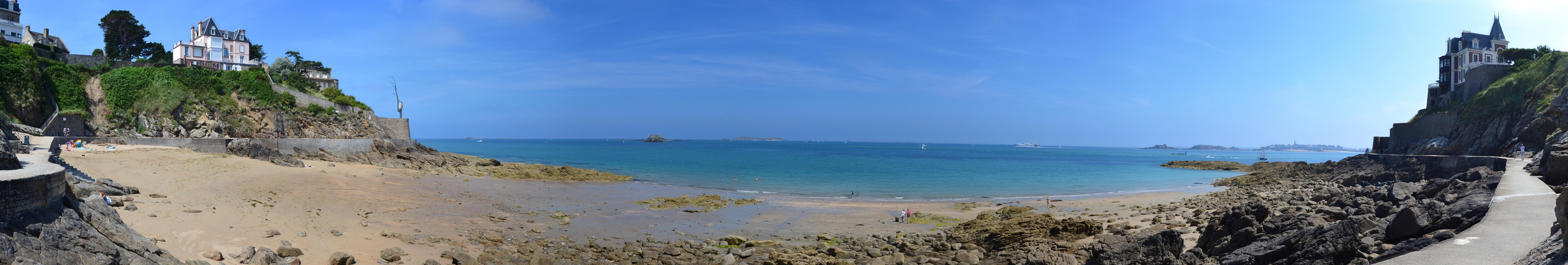
Bij Dinard
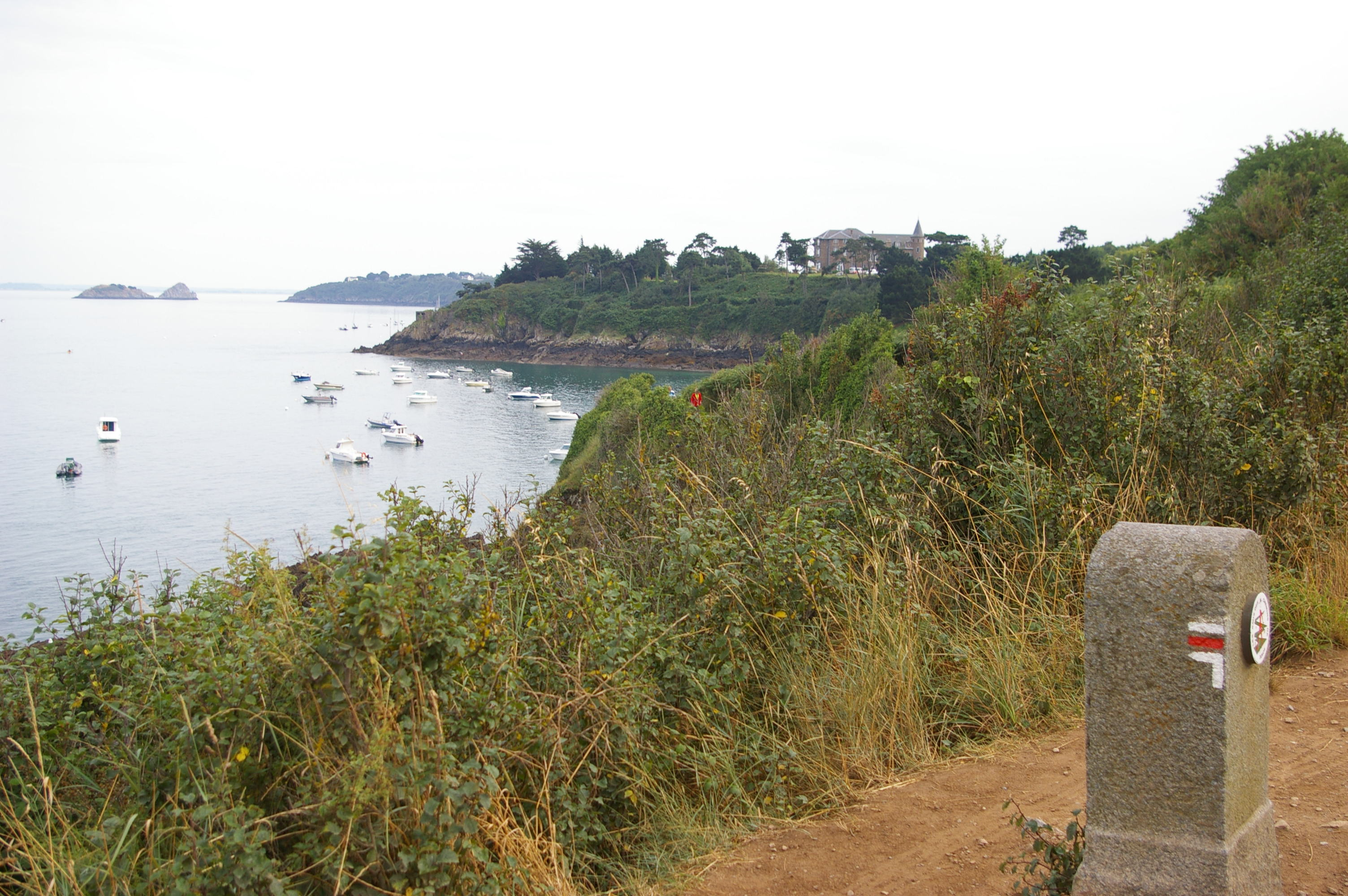
Bij Cancale, Ille-et-Vilaine
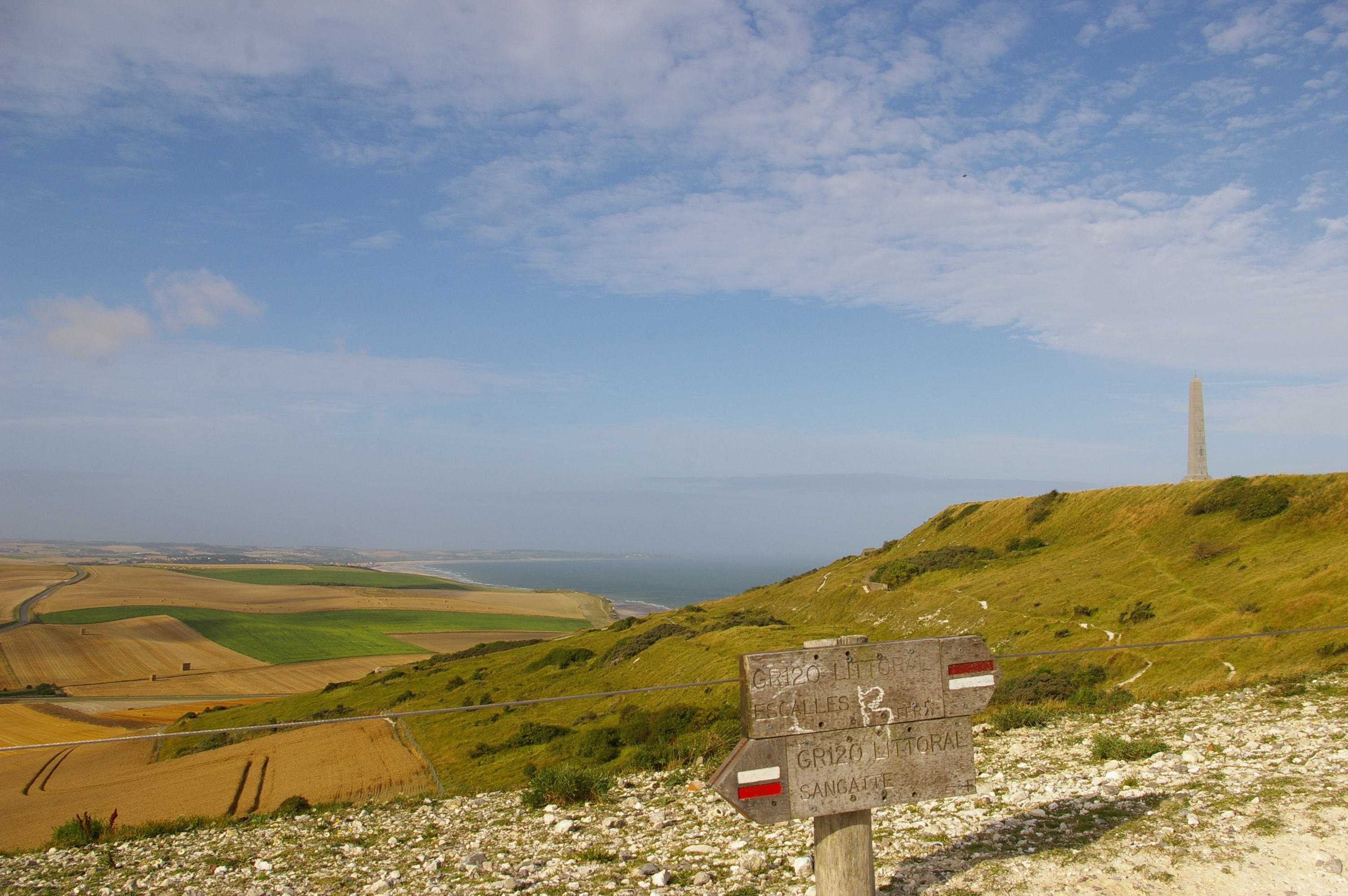
Bij Cap Blanc-Nez, Pas-de-Calais

## De E9 in Engeland
Loopt van Plymouth naar Dover.

## De E9 in België (120 km)

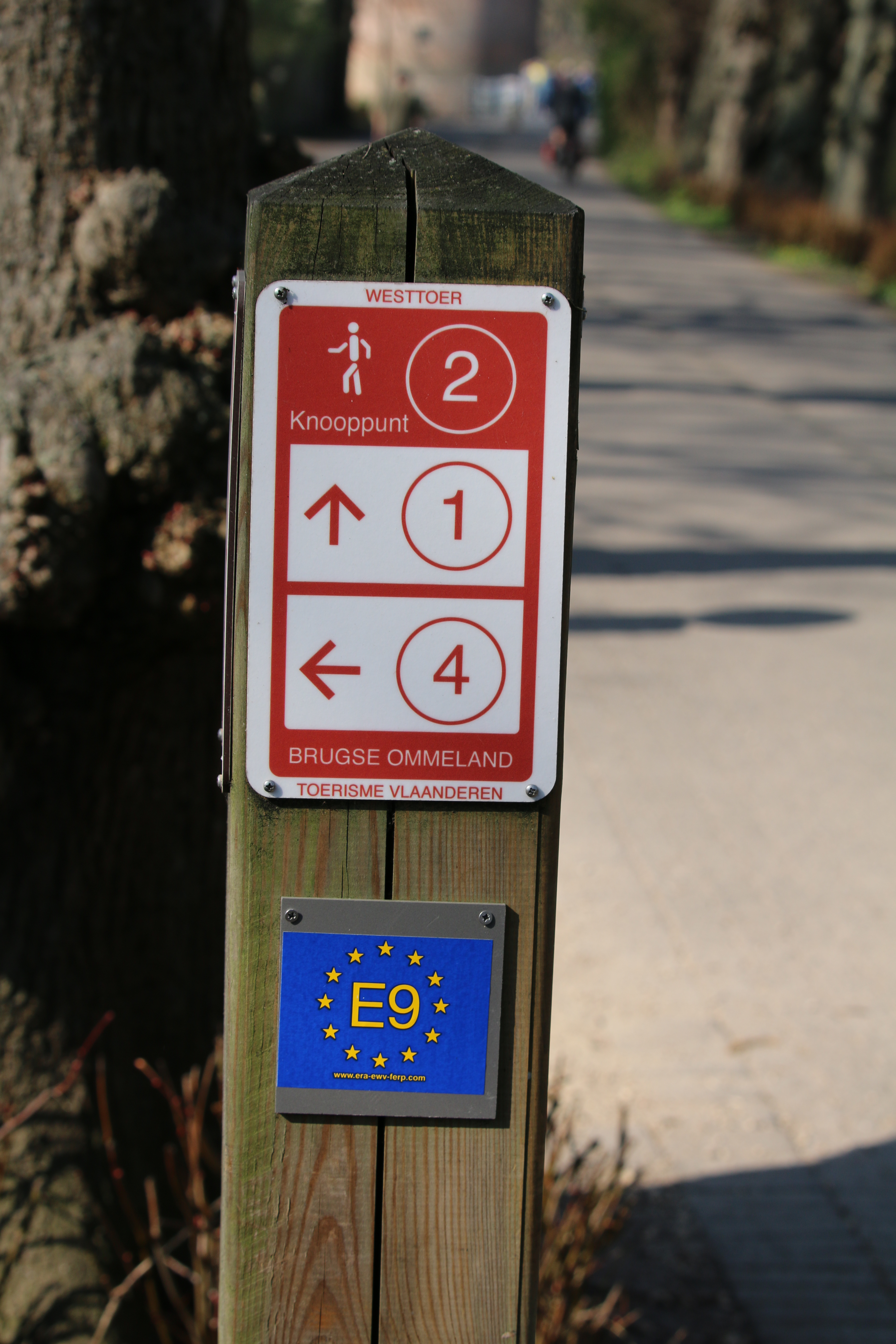

In België volgt de E9 het westelijke gedeelte van de Wandelroute GR5A-Noord. De GR5A is de wandelronde van Vlaanderen. Het traject gaat van de Franse grens bij De Panne tot de Nederlandse grens bij Sluis via o.a. Nieuwpoort, Oostende, De Haan, Brugge en Damme.

## De E9 in Nederland (750 km)

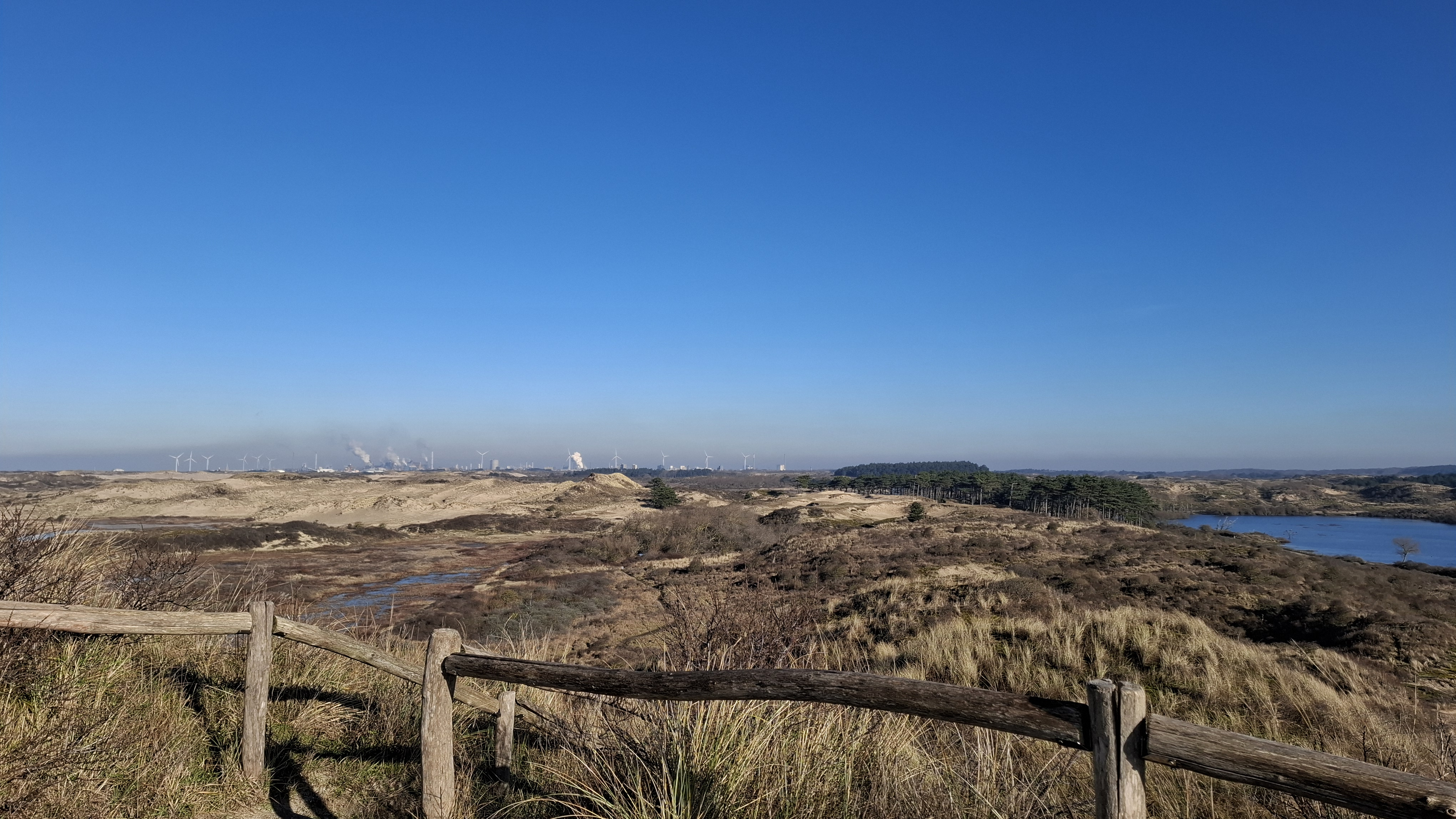
In NP Kennemerduinen

In Nederland loopt de E9 over hetzelfde traject als het Nederlands Kustpad en het Noordzeepad, een langeafstandspad rond de hele Noordzee.

Het deel langs de Noordzeekust voert voor een groot deel door de duinen, het deel langs de Waddenkust voert langs de waddendijk, maar voor een belangrijk deel ook door het Friese weide- en Groningse akkerland. De route loopt ook over ruim 50 km zeedammen, waarvan de Afsluitdijk met 32 de langste is.
NB: de Afsluitdijk is tot vermoedelijk 2026 niet (volledig) toegankelijk voor wandelaars en fietsers wegens groot onderhoud. Zij kunnen gratis met de (fiets)bus reizen.

## De E9 in Duitsland (ruim 900 km)

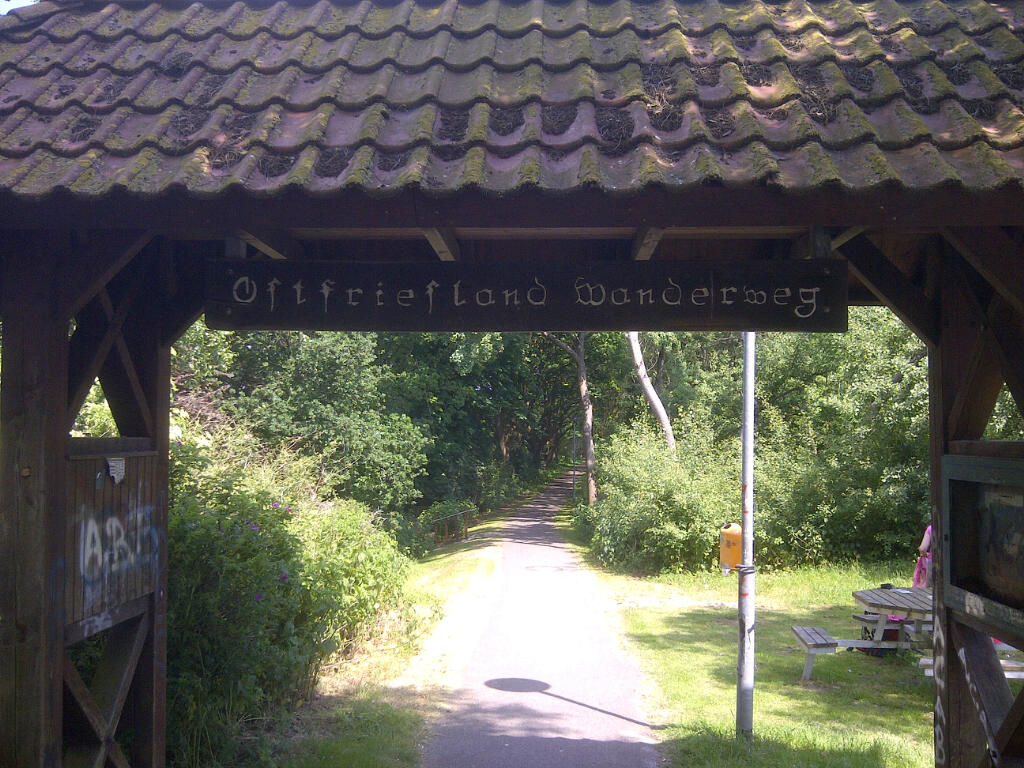
Poort op de Ostfrieslandweg in Leer

Voor een belangrijk deel valt de route samen met fietsroutes. Er is een website die een overzicht biedt van de route van de Nederlandse grens tot Bremerhaven.
Van de Noaberbrug in Bad Nieuweschans tot aan het centrum van Weener is er dezelfde rood-witte markering als in Nederland. Deze markering is niet overal even consequent doorgevoerd en lijkt niet te worden onderhouden. De route volgt zo veel mogelijk de spoorlijn.
Van Weener tot het centrum van Leer volgt de route de fietspaden van het Ems-Dollart-Pad. Een aanzienlijk deel van deze route is het wel mogelijk om parallel aan het fietspad over de dijk langs de Eems te lopen.
- Ostfrieslandweg, deel van Leer naar Aurich[24] (42 km). De route volgt voor een belangrijk deel de voormalige spoorlijn van de Kreisbahn Aurich en is goed gemarkeerd met een O.
- Ems-Jade-Weg, deel van Aurich naar Wilhelmshaven (40 km)
- Jadeweg, deel van Wilhelmshaven naar Petershörn/Dangast (? km)
- Butjadinger Weg, lopend van Petershörn/Dangast naar Nordenham/Blexen (58 km)
- Wanderweg Elbe (Veer Wischhafen/Glückstadt) - Wezer (Bremerhaven)[25][26] (65 km)
- ... n.t.b. ... Via Glückstadt en Elmshorn naar Hamburg, daar via de E1 (later ook E6)en na de splitsing van E1/E6 via Wegen im Forst Waldhusen naar Lübeck-Travemünde (? km)
- Europäischer Fernwanderweg E9 in Mecklenburg-Voor-Pommeren, lopend van Travemünde naar Ahlbeck[27] (400 km)

## De E9 in Polen
Van de Duitse naar de Russische grens.

## De E9 in Kaliningrad
Omtrent de stand van zaken in Kaliningrad is geen informatie beschikbaar.

## De E9 in Litouwen (216 km)
Het traject in Litouwen staat bekend als Jūrų takas. In Litouwen begint de E9 in de plaats Nida aan het Koerse Haf. De route loopt vrijwel geheel langs de kust via Klaipeda naar Šventoji, aan de monding van de gelijknamige rivier. 

## De E9 in Letland (581 km)
Het traject in Letland staat bekend als Jūrtaka. De route volgt ook in Letland de kust en doet de plaatsen Liepāja en Ventspils aan, alsmede de hoofdstad Riga, om achter Ainaži de grens over te steken. 

## De E9 in Estland (622 km)

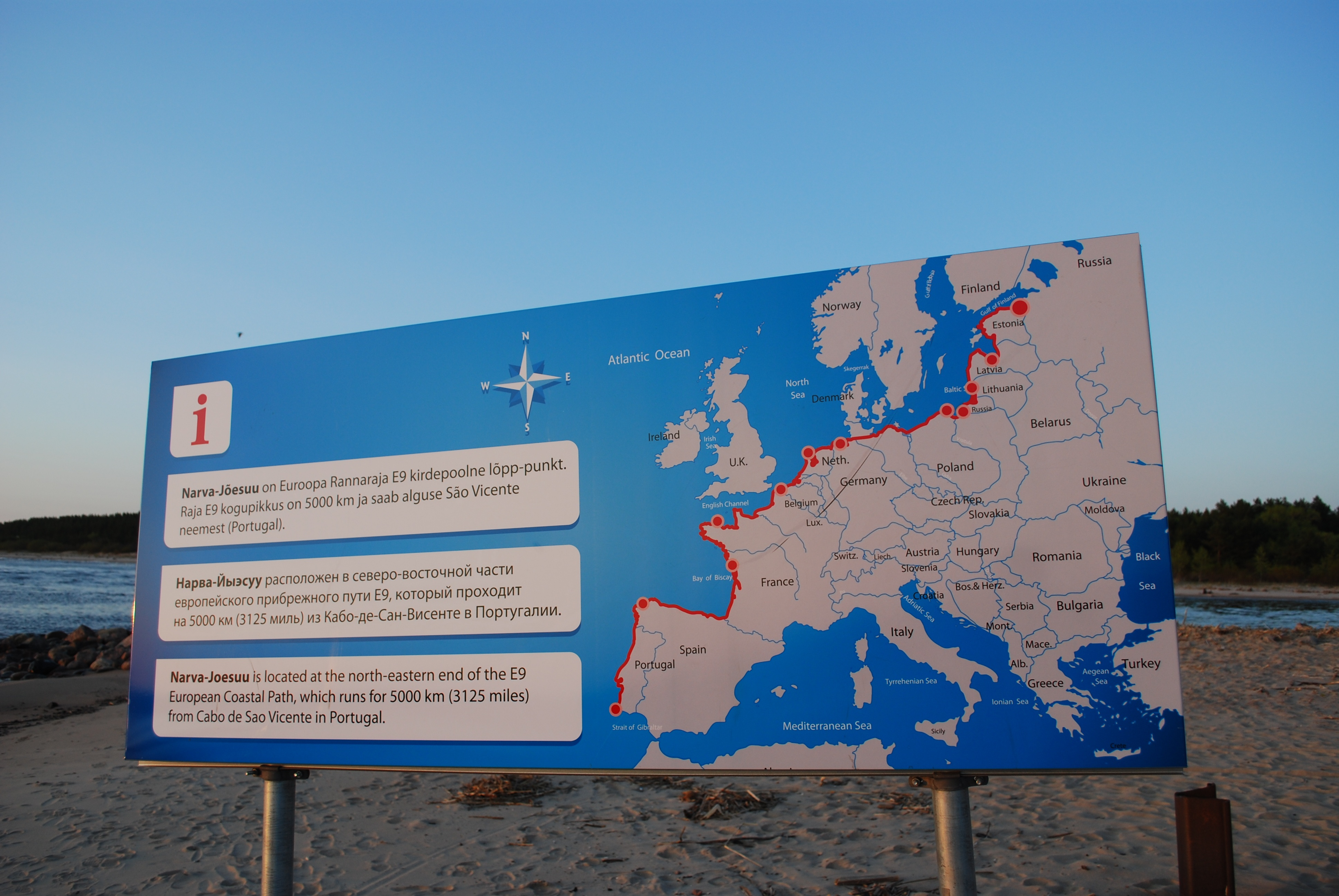
Overzicht van de E9 in de meest complete versie

De route in Estland staat bekend als Ranniku matkarada. Ook in Estland volgt de route de kust en doet daarbij Pärnu en het Nationaal park Matsalu aan. Na Haapsalu gaat de route soms ook het binnenland in tot Paldiski om (volgens de kaart) bij de ferryterminal in Tallinn te eindigen. In de grensplaats Narva-Jõesuu staat echter een bord dat deze plaats als eindpunt van de route noemt.